# Bürgerschaftswahl in Bremen 1995
- SPD: 37
- Grüne: 14
- AFB: 12
- CDU: 37

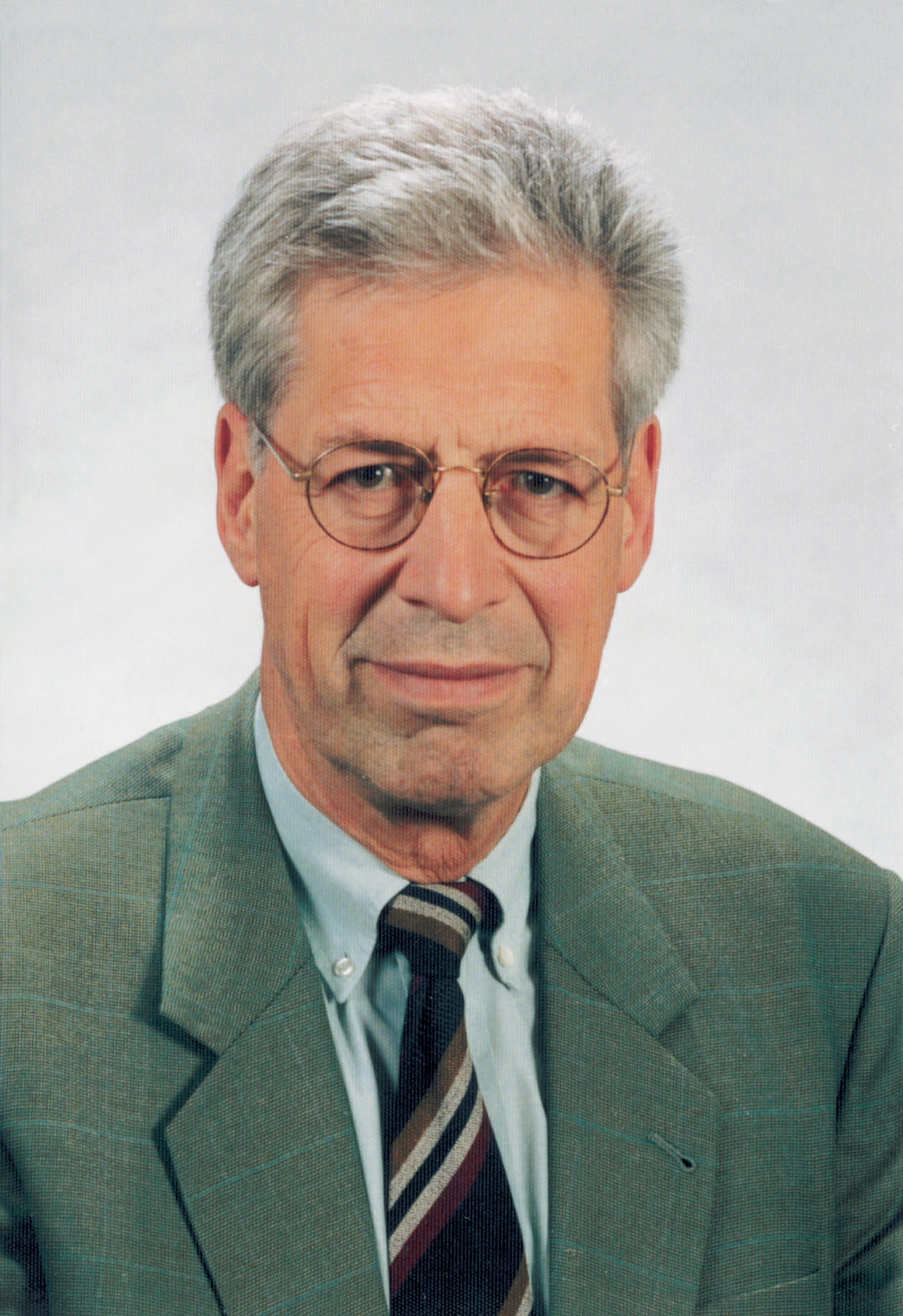
Henning Scherf (SPD)

Die Bürgerschaftswahl in Bremen 1995 war die 14. Wahl zur Bürgerschaft in der Freien Hansestadt Bremen. Sie fand als vorgezogene Wahl am 14. Mai 1995 statt, nachdem die seit 1991 regierende Ampelkoalition (SPD, FDP und Grünen), der Senat Wedemeier III, zerbrochen war.

## Ergebnis
Die Wahlbeteiligung betrug 68,6 Prozent. 
SPD und FDP als Teil der zerbrochenen Ampel verloren an Stimmen, die FDP verfehlte die Fünf-Prozent-Hürde. Die DVU – seit 1987 in der Bürgerschaft – zog ebenfalls nicht mehr ins Parlament ein. Großer Gewinner war die Wählergemeinschaft Arbeit für Bremen und Bremerhaven (AFB), die sich im Januar 1995 von der SPD abgespalten hatte. Die PDS trat erstmals in Westdeutschland an und erhielt 2,4 %. 
Bürgermeister und SPD-Spitzenkandidat Klaus Wedemeier erklärte nach der Wahl seinen Rücktritt.
SPD und CDU bildeten eine große Koalition unter Henning Scherf (SPD). 
| Partei      | Stimmen | Prozent | Sitze (Veränderung) |
| ----------- | ------- | ------- | ------------------- |
| SPD         | 115.001 | 33,4    | 37 (−4)             |
| CDU         | 112.301 | 32,6    | 37 (+5)             |
| GRÜNE       | 44.977  | 13,1    | 14 (+3)             |
| AFB         | 36.735  | 10,7    | 12 (+12)            |
| FDP         | 11.607  | 3,4     | 0 (−10)             |
| DVU         | 8.503   | 2,5     | 0 (−6)              |
| PDS         | 8.174   | 2,4     | -                   |
| GRAUE       | 2.505   | 0,7     | -                   |
| BFL         | 1.271   | 0,4     | -                   |
| STATT       | 1.054   | 0,3     | -                   |
| REP         | 945     | 0,3     | -                   |
| PASS        | 542     | 0,2     | -                   |
| Naturgesetz | 501     | 0,2     | -                   |
| NPD         | 324     | 0,1     | -                   |